# 레이 양
레이 양(Ray Yang, 본명: 양민화, 1987년 3월 10일~)은 대한민국의 피트니스 모델이자 방송인이다.

## 학력
- 동래여자중학교
- 남산고등학교

## 연기 활동

### 드라마
- 2015년 tvN 금토드라마 《오 나의 귀신님》 ... 혜진 역 (특별출연)
- 2015년 MBC 수목드라마 《그녀는 예뻤다》(특별출연)
- 2016년 MBC 수목드라마 《한 번 더 해피엔딩》(특별출연)
- 2016년 SBS 드라마스페셜 《돌아와요 아저씨》
- 2016년 MBC 수목드라마 《운빨로맨스》(특별출연)
- 2016년 tvN 금토드라마 《굿 와이프》 ... 엠버 역
- 2016년 MBC 수목드라마 《역도요정 김복주》 ... 성유희 역
- 2017년 KBS2 주말드라마 《월계수 양복점 신사들》 ... 톱모델 역(특별출연)
- 2017년 tvN 월화드라마 《내성적인 보스》
- 2018년 KBS2 월화드라마 《우리가 만난 기적》 ... 트레이너 역

## 예능
- 2015년 ~ KBS2 《비타민》
- 2015년 6월 2일, 7월 21일 SBS 《썸남썸녀》 6회, 13회
- 2015년 9월 6일 KBS2 《출발드림팀 시즌 2》
- 2015년 10월 2일 온스타일 《하우투핏》
- 2015년 10월 10일 온스타일 《더 바디쇼 2》
- 2015년 11월 29일 MBC 《미스터리 음악쇼 복면가왕》
- 2016년 1월 15일 MBC 《나 혼자 산다》
- 2016년 1월 22일 엠넷 《PRODUCE 101》
- 2016년~ MBN 《상상초월쇼 진짜? 가짜!》
- 2016년~ 채널A 《닥터지바고》
- 2017년 MBN 《황금알》

## 광고
- 2015년 LG유플러스 U+ LTE ME 심쿵클럽

## 홍보대사
- 2016년 세이프키즈코리아 엄마손 캠페인 친선대사

## 수상
- 2007년 미스코리아 부산 진(眞)
- 2014년 커피캣츠웰배 2014 미스코리아 포켓볼 대회 우승
- 2015년 머슬마니아 유니버스 세계대회 선발전 미즈비키니 톨부분 1위
- 2015년 머슬마니아 유니버스 세계대회 선발전 모델톨부분 1위